# Farangi Vouraikou
Farangi Vouraikou este o arie protejată (arie specială de conservare — SAC, sit de importanță comunitară — SCI) din Grecia întinsă pe o suprafață de 2.200,1 ha, integral pe uscat.

## Localizare
Centrul sitului Farangi Vouraikou este situat la coordonatele 38°07′08″N 22°10′12″E / 38.118862°N 22.169917°E.

## Înființare
Situl Farangi Vouraikou a fost declarat sit de importanță comunitară în august 1996 pentru a proteja 5 specii de animale. Situl a fost protejat și ca arie specială de conservare în martie 2011.

## Biodiversitate
Situată în ecoregiunea mediteraneană, aria protejată conține 6 habitate naturale: Sarcopoterium spinosum phryganas, Pante stâncoase calcaroase cu vegetație casmofită, Galerii de Salix alba și de Populus alba, Păduri de Platanus orientalis și Liquidambar orientalis (Platanion orientalis), Galerii și tufărișuri riverane sudice (Nerio-Tamaricetea și Securinegion tinctoriae), Păduri de pin mediteraneene cu pini mezogeni endemici.
La baza desemnării sitului se află mai multe specii protejate:
- mamifere (1): vidră de râu (Lutra lutra)
- nevertebrate (2): fluturele de noapte (Eriogaster catax), Euplagia quadripunctaria
- pești (1): Barbus peloponnesius
- reptile (1): elaphe situla (Zamenis situla)

Pe lângă speciile protejate, pe teritoriul sitului au mai fost identificate 13 specii de plante, 4 specii de amfibieni, 9 specii de mamifere, 2 specii de nevertebrate, 1 specie de pești, 4 specii de reptile.